# Wilhelm Füssli (Politiker)
Wilhelm Füssli, auch Füßli (* 11. Juli 1803 in Zürich; † 10. September 1845 ebenda), war ein Schweizer Jurist, radikal-liberaler Politiker der Regeneration, Miteigentümer und Redaktor der Wochenzeitung Schweizerischer Republikaner sowie Schriftsteller.

## Leben
Füssli, Spross der Zürcher Glockengiesser- und Künstlerfamilie Füssli, war ein Sohn des Kaufmanns Hans Wilhelm Füssli (1770–1838) und dessen Ehefrau Anna, geborene Werdmüller von Elgg (1771–1821). Früh interessierten ihn die Kunst und im Besonderen die Malerei. Als Malerdilettant beschickte er 1821/1822 die Ausstellung der Zürcher Kunstgesellschaft. Er studierte jedoch Rechtswissenschaft an der Ruprecht-Karls-Universität Heidelberg und arbeitete von 1826 bis 1828 als Kanzlist. 1828 heiratete er Anna (* 1807), die Tochter des Zürcher Pfarrers Christoph Locher (* 1774). Von 1828 bis 1833 war er Amtsrichter im Oberamt Zürich, von 1833 bis 1839 Oberrichter.
In einem Kreis Zürcher Juristen, insbesondere in enger Kooperation mit Friedrich Ludwig Keller und David Ulrich (1797–1844), entwickelte er noch während der Restauration Vorstellungen zur Reform im Rechtswesen des Kantons Zürich und der Schweiz. So politisiert, gehörte er 1830 zu den Gründern der Wochenzeitschrift Schweizerischer Republikaner, die die auf dem Ustertag erhobene Forderung nach einer neuen Verfassung unterstützte und als ein Sprachrohr der radikal-liberalen Bewegung fungierte, vor allem seit 1831, als mit Ludwig Snell ein bereits schweizweit bekannter liberaler Denker eine führende Stellung in der Redaktion der Wochenzeitung übernommen hatte. Von 1834 bis 1842 wirkte Füssli an der Redaktion des Schweizerischen Republikaners mit. Während der Regeneration gehörte Füssli zum Führungszirkel der Radikal-Liberalen, die für Volkssouveränität, Aufhebung der Pressezensur, Trennung von Kirche und Staat, repräsentative Demokratie, Freiheit des Individuums und Rechtsgleichheit eintraten. Als Hauptredner einer Versammlung zu Bassersdorf rief er am 26. Februar 1832 einen Zürcher Kantonalverein als Zweig des von Bern her über die Schweiz sich verbreitenden Schutzvereins „zum Schirme des Bestandes der geschaffenen volksthümlichen Verfassungen“ in das Leben und wurde einer der Sprecher dieses Volksvereins. Von 1832 bis 1839 gehörte er dem Grossen Rat des Kantons Zürich an, von 1832 bis 1835 dem Zürcher Kirchenrat. Wie Jonas Furrer setzte er sich 1839 für die Berufung des umstrittenen Reformtheologen David Friedrich Strauß an die Universität Zürich ein. Der durch die Berufung geförderte Züriputsch beendete seine berufliche und politische Laufbahn.
Daraufhin unternahm er Reisen und wandte sich der Schriftstellerei zu, wobei er seinem Interesse für kunstgeschichtliche Themen folgte. Seine vielgelesenen Schriften über die „wichtigsten Städte am Rhein“ zeichneten detailreiche, kunsthistorisch bedeutende literarische Ansichten von rheinischen Stadtbildern und des städtischen Kulturlebens der Rheinlande in der Zeit des Biedermeier und des Vormärz, insbesondere auch ein Porträt der Düsseldorfer Malerschule. Bis kurz vor seinem Tod war Füssli im Begriff, zu seinem Sohn Wilhelm Heinrich, der Maler werden wollte, nach Deutschland überzusiedeln.

## Werke (Auswahl)
- Münchens vorzüglichste öffentliche Kunstschätze. München 1841
- Zürich und die wichtigsten Städte am Rhein mit Bezug auf alte und neue Werke der Architektur, Skulptur und Malerei. Zürich und Winterthur 1842 (Digitalisat)
- Die wichtigsten Städte am Mittel- und Niederrhein im deutschen Gebiet, mit Bezug auf alte und neue Werke der Architektur, Sculptur und Malerei. Zürich und Winterthur 1843 (Digitalisat)
- Johann Heinrich Füßli als Privatmann, Schriftsteller und Gelehrter. Manuskript, Zürich 1845 (teilweise veröffentlicht, Zürich 1900)